# Sionides
Les sionides (hébreu : שירי ציון shirei Tsion, « chants de Sion ») sont des hymnes lyriques exprimant les languissements du peuple juif pour la colline de Sion et la ville de Jérusalem. Déjà présents dans la Bible hébraïque, les sionides se développent fortement au Moyen Âge, sous l’impulsion de Salomon ibn Gabirol et surtout de Juda Halevi. Certaines sont reprises dans la liturgie traditionnelle du 9 av.

## Les sionides de la Bible
Les premiers chants de Sion suivent de peu la destruction du premier Temple de Jérusalem ; il s’agit du Psaume 137, à caractère élégiaque comme le cinquième chapitre du Livre des Lamentations qui ose cependant émettre un timide espoir de rédemption. En revanche, le Psaume 126 est empli d’anticipation joyeuse à l’idée d’un retour à Sion dont la survenue proche ne semble faire aucun doute pour son auteur. 